# Zenillia adamsoni
Zenillia adamsoni là một loài ruồi trong họ Tachinidae.